# Jean Peyrelevade
Jean Peyrelevade (Marsiglia, 24 ottobre 1939) è un imprenditore francese.
È un politico e uomo d'affari francese di centrosinistra.

## Biografia
Jean Peyrelevade ha iniziato la sua carriera nel 1963 presso il Ministero dei Trasporti, Segreteria Generale dell'Aviazione Civile, dove ha lavorato per dieci anni su importanti programmi di costruzione di aerei civili. Responsabile degli aspetti economici del programma, diresse i primi studi di mercato del Concorde e dichiarò fin dall'inizio che sarebbe stato un fallimento commerciale. Ha poi partecipato al primo gruppo di lavoro che ha definito le specifiche del primo Airbus. Lasciato il servizio pubblico, entra al Crédit Lyonnais all'inizio degli anni '70, dove si occupa di finanza commerciale internazionale (commercio e beni d'investimento). In questa posizione, creò il dipartimento di finanziamento aeronautico, che finanziò tutte le esportazioni di Airbus, senza eccezione, tra il 1974 e il 1981. Jean Peyrelevade negoziò e firmò lui stesso a Seul, con Denis Viard di Airbus Industrie, il primo contratto di esportazione per Airbus (sei A300, acquistato in locazione fiscale da Korean Airlines).
Nominato nel 1981 vicedirettore del gabinetto di Pierre Mauroy e consigliere economico del primo ministro, ha gestito le nazionalizzazioni, anche se ha espresso il suo scetticismo riguardo al loro interesse. Ha partecipato attivamente al “tour del rigore” del 1982-1983. Jean Peyrelevade viene nominato e poi confermato alla guida di grandi imprese statali: presidente della Suez dal 1983 al 1986, poi, dopo due anni, della Banque Stern (privata) dal 1986 al 1988, dell'UAP dal 1988 al 1993 e della Credit Lyonnais. dal 1993 al 2003. È stato nominato direttore della banca per risanarla quando questa, dopo aver assunto rischi “irragionevolmente”, era sull'orlo del fallimento. Tornerà su questo periodo nel suo libro Journal d'un Rescue pubblicato nel 2016. È stato anche responsabile, nel 1986, della negoziazione degli accordi per stabilire Eurodisney a Parigi, per conto delle autorità francesi. Dal 2004 ha lavorato come banchiere d'investimento privato presso Toulouse et Associés, poi presso la banca Leonardo, di cui presiedeva la filiale francese, poi presso la banca Degroof e presso Petercam. Dal 2019 è indipendente e funge da consulente per i leader aziendali. È dedicato soprattutto al risanamento delle imprese in difficoltà. Dal 2014 al 2019 ha ideato e poi sostenuto il recupero della SAUR. Allo stesso modo, oggi è presidente del Consiglio di Sorveglianza del gruppo Borbone, che ha contribuito a far uscire da un accordo giudiziario.
Oltre a Bourbon, è amministratore di MK2, di Vitalliance di cui è azionista, e della start-up Myre.
Jean Peyrelevade ha sempre rifiutato qualsiasi decorazione.
Laureato presso l'École Polytechnique, la École nationale de l'aviation civile, Sciences Po e l'UUniversità di Parigi-Sorbona.